# Іоанна Французька (королева Наварри)
Жанна Валуа (фр. Jeanne de France, Jeanne de Valois;  24 червня 1343 —  3 листопада 1373) — принцеса Франції з династії Валуа, дочка короля Іоанна II Доброго та Бони Люксембурзької, дружина короля Наварри Карла II Злого.

## Життєпис
Жанна Валуа народилася 24 червня 1343 року в Шатонеф-сюр-Луар. Вона була сьомою дитиною і третьою дочкою дофіна Іоанна, герцога Нормандії, і його першої дружини Бони Люксембурзької. Всього у її батьків було одинадцять дітей, сім з яких досягли дорослого віку.
21 червня 1347 року в Луврі відбулися заручини 4-річної Жанни та Генріха Брабантського, з якому було не менше 12 років, сина герцога Брабантського Жана III Тріумфатора і Марії д'Евре.
11 вересня 1349 року померла від бубонної чуми мати дівчинки, Бона Люксембурзька. Через два місяці помер і наречений, Генріх Брабантський. Батько в лютому 1350 року одружився вдруге із Жанною Овернською.
У серпні 1350 року Іоанн змінив на престолі свого батька Філіппа VI. Прагнучи зміцнити династичні позиції, він видав свою дочку Жанну за одного з можливих претендентів на французький трон, Карла II Наваррського, який як по лінії батька, так і по лінії матері доводився родичем останнім правлячим Капетингам, а самому Іоанну був троюрідним братом.
12 лютого 1352 року в замку дю Вівьє в Кутевру відбулося одруження Жанни і Карла II, короля Наварри. Після весілля Карл доручив молоду дружину піклуванню овдовілих королев: своєї сестри Бланки та тітки Жанни д'Евре.
Цей шлюб, проте, не зміг закріпити дружні відносини між двома правителями. Уже наприкінці 1354 року Іоанн II вторгся у володіння Карла II в Нормандії. А в 1356 році навіть запроторив його до в'язниці. Карл II був звільнений лише через півтора року амьєнцями. Після цього він знову відновив ворожнечу з французької короною, фактично почавши громадянську війну. Лише в 1360 році після підписання мирного договору в Бретіньї з Англією, Іоанн уклав мир і з Карлом Наваррським у Кале.
Карл відновив підтримку трону Франції. І того ж року народилася його і Жанни перша дитина — дочка Марія. У наступні роки спадкоємці у подружжя з'являлися регулярно.
Померла Жанна 3 листопада 1373 року в Евре у віці 30 років. Похована в абатстві Сен-Дені.

## Родина

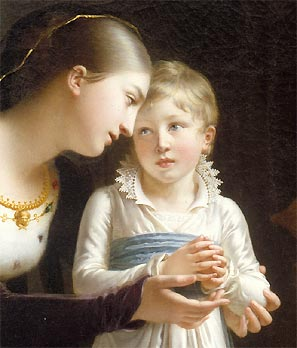
Донька Жанни Валуа — Жанна Наваррська з сином. Фрагмент картини Генрієтти Лорімьє, 1806

Чоловік — Карл II Злий, король Наварри
Діти:
- Марія (1360 — після 1425)[6], одружена з Альфонсо Арагонським, герцогом Гандії, графом Рібагорси і Денії, дітей не мала.
- Карл (1361–1425), наступний король Наварри, одружений з Елеонорою Кастильською, мав вісім дітей.
- Бонна (1364 - після 1389)
- П'єр (1366–1412), граф де Мортен, одружений з Катериною Алансонською, мав позашлюбного сина.
- Філіп (1368 — ?), помер молодим
- Жанна (1370–1437), одружена з герцогом Бретанським Жаном V, пізніше — з королем Англії Генріхом IV Болінгброком, мала дев'ять дітей від першого шлюбу.
- Бланка (1372–1385)
- Ізабелла — виховувалася в монастирі Санта-Клара в Естельї[7].

## У культурі
- Згадується в романі Моріса Дрюона «Коли король губить Францію» з циклу «Прокляті королі».